# 大塚明
大塚 明（おおつか あきら、1975年4月28日 - ）は、大分県別府市出身の元プロ野球選手（外野手）。

## 経歴

### プロ入り前
別府羽室台高校から1993年のドラフト会議で千葉ロッテマリーンズに3位で指名され、内野手として入団（高校時代は投手）。背番号は65。

### ロッテ時代

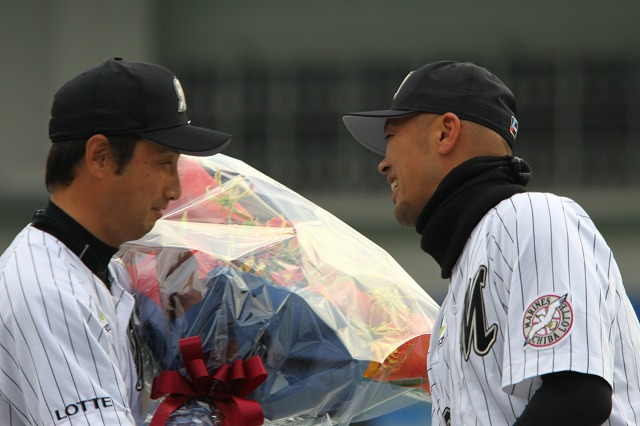
2010年11月21日 千葉マリンスタジアムにて。引退セレモニーで福浦から花束を渡される大塚。

1994年（1年目）には遊撃手として二軍で34個のエラーを記録。当時は逃げ出したい一心だったという。
1997年、34盗塁を記録しイースタン・リーグ盗塁王を獲得。外野手に転向して一軍初出場を果たす。
1999年に背番号を23に変更し、低打率ながらしばらく3番打者を任されるなど素材としては期待されていたが、同期や後輩が揃って高畠導宏打撃コーチの指導の下開眼していく中、取り残された。また、右肩痛や2003年の左膝蓋部靭帯断裂など毎年のように故障にも苦しんだ。
2005年は、スタメン、代走、守備固めなどで出場試合数は96に増加。外野手部門の守備率ではリーグトップの成績（守備率10割）を残し、チームのリーグ制覇に貢献した。
2006年は、開幕から不振に陥り109試合の出場で打率.242、10打点に留まった。9月23日の対北海道日本ハムファイターズ戦では、キャリア初のサヨナラヒットを放った。
2007年は、度重なる故障と守備の良い早川大輔がレギュラーに定着したこともあり、主に守備固めで49試合出場、打率.152に終わった。
2008年は、7月25日の対福岡ソフトバンクホークス戦で6回裏途中から初めて一塁手の守備についた。サブローの負傷や早川大輔の不調などもあり、103試合に出場。3年ぶりの本塁打も放った（うち1本はランニング本塁打）。この年に国内FA権を取得したが、行使せず12月16日に翌年の契約を結び残留した。
2010年2月、左膝半月板の内視鏡使用・一部切除手術を受けた。8月19日に、球団から2010年シーズン限りで引退し、残りシーズンはコーチ補佐として二軍で指導を行うことと、2011年シーズンから正式にコーチに就任することが発表された。10月2日のファーム日本選手権では一塁ベースコーチを担当した。10月8日、任意引退選手公示された。11月21日の優勝報告会で大塚の引退セレモニーが行われ、同期である諸積兼司、福浦和也、小野晋吾、家族から花束が送られた。セレモニーの最後には、グラウンドにいた大勢のファンから胴上げされるというサプライズがあった。

### 引退後
11月21日、2011年より、退団する代田建紀に代わって二軍外野守備・走塁コーチに就任することが正式に発表された。背番号は80。
2012年シーズンは一軍外野守備・走塁コーチを務めた。
2013年シーズンより再び二軍外野守備・走塁コーチに配置転換された。
2018年からは再び一軍外野守備・走塁コーチを務める。
2022年からは、一軍外野守備兼走塁コーチに役職名を変えた。
2025年からはチーフ打撃コーチ兼走塁コーチに配置転換された。

## 選手としての特徴

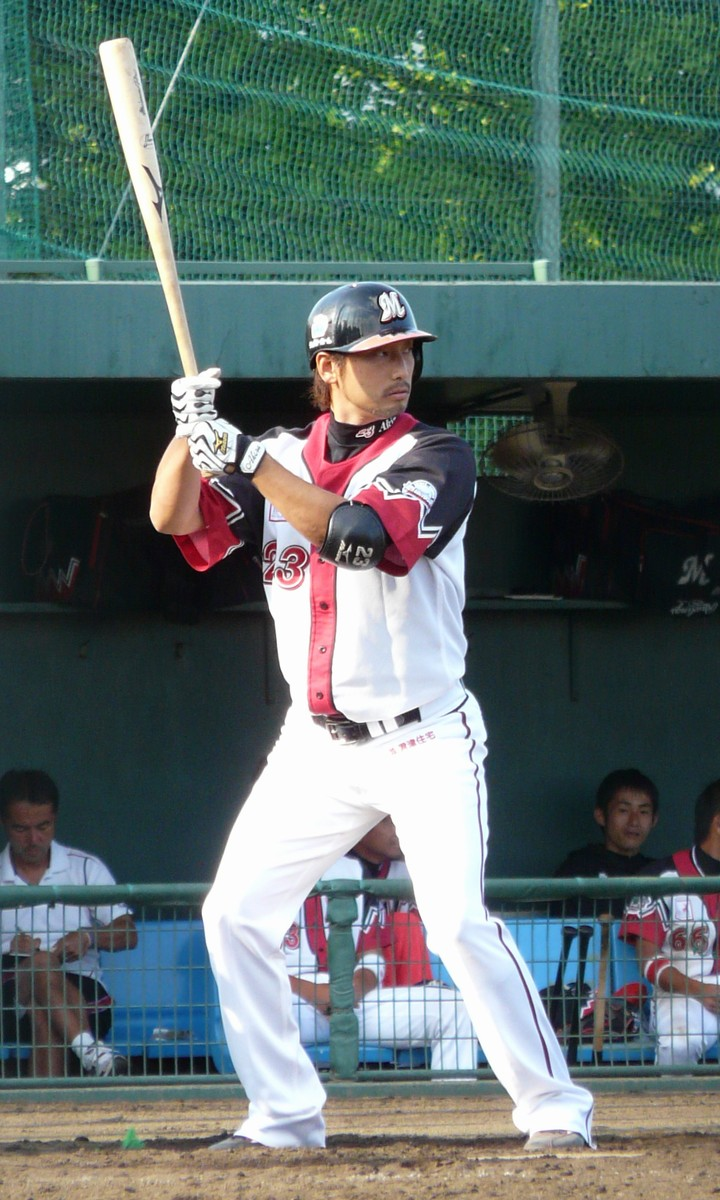
現役時代

あらかじめクロス気味に構えるフォームで右打ちの上手さに定評があり、甘いボールをスタンドまで運ぶパンチ力も持ち合わせている。
外野守備は勘が鋭く、安定感がある。一方で、守備範囲や肩の強さにも定評があった。後年は故障の影響で肩が弱かったが、捕球から送球までの速さを高めることでカバーした。

## 人物

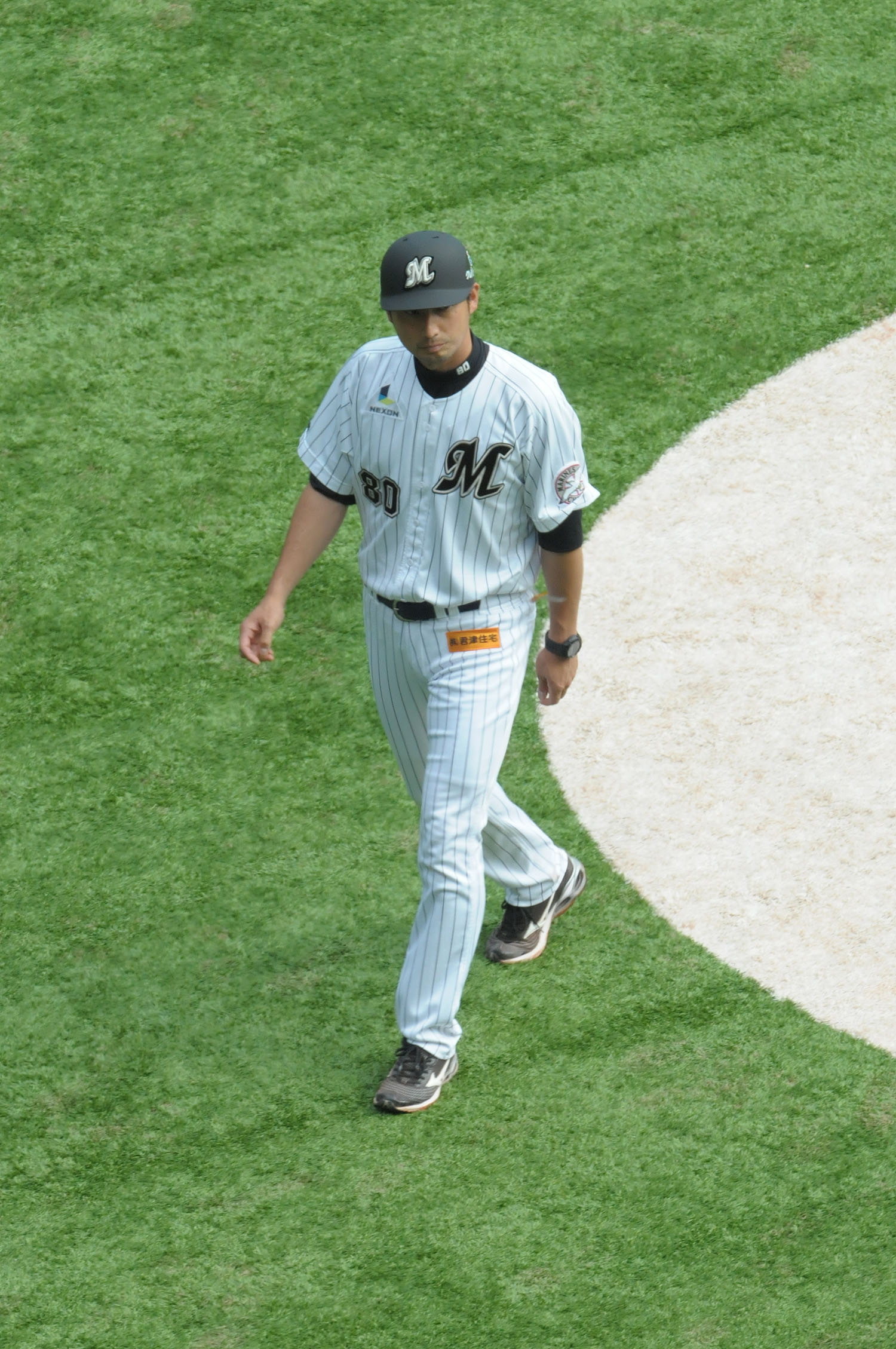
2012年7月8日、千葉マリンスタジアム(QVCマリンフィールド)にて

公式ページには、馬のことを語る専用ページがあるなど競馬好きで知られる。
手術後、野球において必要とされる最低限の筋力を維持するため、年に数回アナボリックステロイド剤の間接注射を右肩に打っている。日本球界において医療目的のステロイド剤注射が許可されている数少ない事例である。
2003年までのヒッティングマーチは原曲や歌詞が存在せず、2004年のヒッティングマーチは大塚愛の『さくらんぼ』（こちらも歌詞なし）だった。2005年以降は、応援歌に併用される形で元来存在した大塚FC（現・徳島ヴォルティス）のチャントに『GO!GO!オオツカアキラ』のコールを交えたヒットコール（通称・大塚明体操）が主流となり、大塚の個人ヒッティングマーチは自然消滅した。
打席登場曲にはCHARCOAL FILTERの『Brand-New Myself 〜僕にできること』を使用しており、引退セレモニーの際も記念映像のBGMとして使用されていた。
2007年シーズン終了後に漫画を制作することを発表した。2005年から大塚自身が書き溜めていたものが採用されたもので、これはプロ野球現役選手初の試みであった。
2008年7月5日、ホーム（千葉マリンスタジアム）でビジターの黒ユニフォームを着用してプレイするという「ビジターナイトデイ」が行われたが、この時に一人だけ通常のホームユニフォームを着用していた。ウグイス嬢・谷保恵美の場内アナウンスで初めて気づくというハプニングがあった。
2008年7月25日の対ソフトバンク戦では、6回裏の守備から一塁手として出場した。内野手としての出場はこれが最初で最後となった。このことについて大塚は、当時のブログで「一度でいいから内野手として一軍の試合に出たいと…実は思っていた。そんな厚かましい夢がこんな形で叶うとは夢にも思わなかった」と述べている。

## 詳細情報

### 年度別打撃成績
| 年 度      | 球 団      | 試 合 | 打 席 | 打 数 | 得 点 | 安 打 | 二 塁 打 | 三 塁 打 | 本 塁 打 | 塁 打 | 打 点 | 盗 塁 | 盗 塁 死 | 犠 打 | 犠 飛 | 四 球 | 敬 遠 | 死 球 | 三 振 | 併 殺 打 | 打 率 | 出 塁 率 | 長 打 率 | O P S |
| ---------- | ---------- | ----- | ----- | ----- | ----- | ----- | -------- | -------- | -------- | ----- | ----- | ----- | -------- | ----- | ----- | ----- | ----- | ----- | ----- | -------- | ----- | -------- | -------- | ----- |
| 1997       | ロッテ     | 28    | 62    | 53    | 7     | 10    | 1        | 1        | 2        | 19    | 8     | 2     | 1        | 2     | 1     | 4     | 0     | 2     | 11    | 0        | .189  | .267     | .358     | .625  |
| 1998       | ロッテ     | 5     | 2     | 2     | 0     | 1     | 0        | 0        | 0        | 1     | 0     | 1     | 0        | 0     | 0     | 0     | 0     | 0     | 1     | 0        | .500  | .500     | .500     | 1.000 |
| 1999       | ロッテ     | 107   | 246   | 218   | 29    | 48    | 8        | 3        | 2        | 68    | 21    | 6     | 6        | 12    | 2     | 10    | 0     | 4     | 50    | 4        | .220  | .265     | .312     | .577  |
| 2000       | ロッテ     | 74    | 277   | 255   | 41    | 61    | 17       | 1        | 9        | 107   | 44    | 14    | 4        | 6     | 1     | 13    | 0     | 2     | 42    | 3        | .239  | .280     | .420     | .700  |
| 2001       | ロッテ     | 72    | 237   | 216   | 20    | 54    | 12       | 3        | 7        | 93    | 16    | 3     | 2        | 13    | 1     | 5     | 1     | 2     | 41    | 6        | .250  | .272     | .431     | .703  |
| 2002       | ロッテ     | 43    | 89    | 86    | 6     | 16    | 5        | 1        | 1        | 26    | 6     | 2     | 0        | 1     | 0     | 2     | 0     | 0     | 19    | 1        | .186  | .205     | .302     | .507  |
| 2003       | ロッテ     | 13    | 38    | 36    | 4     | 5     | 1        | 1        | 0        | 8     | 1     | 0     | 0        | 0     | 1     | 1     | 0     | 0     | 10    | 1        | .139  | .158     | .222     | .380  |
| 2004       | ロッテ     | 32    | 90    | 81    | 14    | 22    | 6        | 0        | 3        | 37    | 13    | 2     | 1        | 2     | 0     | 7     | 0     | 0     | 16    | 1        | .272  | .330     | .457     | .786  |
| 2005       | ロッテ     | 96    | 256   | 225   | 44    | 66    | 19       | 2        | 8        | 113   | 32    | 7     | 5        | 8     | 1     | 17    | 2     | 5     | 58    | 4        | .293  | .355     | .502     | .857  |
| 2006       | ロッテ     | 109   | 197   | 182   | 22    | 44    | 12       | 0        | 0        | 56    | 10    | 5     | 4        | 0     | 1     | 11    | 0     | 2     | 42    | 7        | .242  | .291     | .308     | .599  |
| 2007       | ロッテ     | 49    | 56    | 46    | 8     | 7     | 0        | 0        | 0        | 7     | 1     | 4     | 1        | 3     | 1     | 6     | 0     | 0     | 9     | 2        | .152  | .245     | .152     | .397  |
| 2008       | ロッテ     | 103   | 159   | 139   | 19    | 37    | 14       | 0        | 3        | 60    | 20    | 7     | 4        | 6     | 1     | 13    | 0     | 0     | 27    | 4        | .266  | .327     | .432     | .758  |
| 2009       | ロッテ     | 6     | 2     | 2     | 0     | 0     | 0        | 0        | 0        | 0     | 0     | 0     | 0        | 0     | 0     | 0     | 0     | 0     | 0     | 0        | .000  | .000     | .000     | .000  |
| 通算：13年 | 通算：13年 | 737   | 1711  | 1541  | 214   | 371   | 95       | 12       | 35       | 595   | 172   | 53    | 28       | 53    | 10    | 89    | 3     | 17    | 326   | 33       | .241  | .288     | .386     | .674  |

### 年度別守備成績
| 年 度 | 球 団  | 外野  | 外野  | 外野  | 外野  | 外野  | 外野     |
| 年 度 | 球 団  | 試 合 | 刺 殺 | 補 殺 | 失 策 | 併 殺 | 守 備 率 |
| ----- | ------ | ----- | ----- | ----- | ----- | ----- | -------- |
| 1997  | ロッテ | 25    | 39    | 0     | 1     | 0     | .975     |
| 1998  | ロッテ | 3     | 2     | 0     | 0     | 0     | 1.000    |
| 1999  | ロッテ | 103   | 125   | 2     | 1     | 0     | .992     |
| 2000  | ロッテ | 67    | 100   | 3     | 3     | 0     | .972     |
| 2001  | ロッテ | 68    | 105   | 1     | 1     | 0     | .991     |
| 2002  | ロッテ | 40    | 39    | 2     | 1     | 0     | .976     |
| 2003  | ロッテ | 13    | 17    | 0     | 1     | 0     | .944     |
| 2004  | ロッテ | 32    | 41    | 1     | 1     | 0     | .977     |
| 2005  | ロッテ | 93    | 144   | 2     | 0     | 2     | 1.000    |
| 2006  | ロッテ | 98    | 106   | 3     | 2     | 1     | .982     |
| 2007  | ロッテ | 46    | 42    | 1     | 1     | 1     | .977     |
| 2008  | ロッテ | 97    | 111   | 0     | 1     | 0     | .991     |
| 2009  | ロッテ | 4     | 0     | 0     | 0     | 0     | .---     |
| 通算  | 通算   | 689   | 871   | 15    | 13    | 4     | .986     |

- 各年度の太字はリーグ最高

### 記録
初記録
- 初出場：1997年6月24日、対近鉄バファローズ12回戦（千葉マリンスタジアム）、6回表に中堅手として出場
- 初安打：1997年6月29日、対日本ハムファイターズ11回戦（東京ドーム）、8回表に下柳剛から
- 初先発出場：1997年8月26日、対福岡ダイエーホークス21回戦（福岡ドーム）、8番・中堅手として先発出場
- 初本塁打・初打点：1997年8月30日、対日本ハムファイターズ20回戦（千葉マリンスタジアム）、3回裏に下柳剛から
- 初盗塁：同上、7回裏に二盗（投手：山原和敏、捕手：小笠原道大）

### 背番号
- 65（1994年 - 1998年）
- 23（1999年 - 2010年）
- 80（2011年 - ）

### 登場曲
- 『Brand-New Myself 〜僕にできること』CHARCOAL FILTER